# Harri Haatainen
Harri Haatainen (Lapua, 5 de janeiro de 1978) é um atleta de lançamento do dardo finlandês.